# Andreas Wipf
Andreas Wilhelm Wipf (* 14. Dezember 1954) ist ein deutscher theoretischer Physiker.
Andreas Wipf studierte Physik an der ETH Zürich, an der er 1980 diplomierte. Er wurde 1984 an der Universität Zürich mit einer Arbeit zu Some Results on Magnetic Monopoles and Vacuum Decay in Physik promoviert (Doktorvater: Norbert Straumann) und war als Post-Doktorand bis 1986 am Dublin Institute for Advanced Studies (1986 als Assistant Professor) tätig, wo er eng mit Lochlainn O’Raifeartaigh zusammenarbeitete, 1987 am Los Alamos National Laboratory, 1988/89 am Max-Planck-Institut für Physik in München und 1989 bis 1995 an der ETH Zürich, zuletzt als Privatdozent.
Er habilitierte 1994 in Zürich zum Thema Symmetries, Reductions and Quantization of Gauge Theories.
Seit 1995 ist er Universitäts-Professor an der Friedrich-Schiller-Universität Jena, wo er 1995 bis 1998 und 2013 bis 2016 Direktor des Instituts für Theoretische Physik war. Er war mehrfach Mitglied des Universitätssenats sowie von 2002 bis 2004 und von 2017 bis 2019 Dekan der Fakultät für Physik und Astronomie.
Wipf befasst sich mit Gittereichtheorien und deren Simulation, nichtstörungstheoretischer Quantenfeldtheorie, supersymmetrischen Quantenfeldtheorien, stark wechselwirkenden Fermionen, Quantenfeldtheorien in gekrümmten Räumen zum Beispiel bei schwarzen Löchern, konformen Feldtheorien (Kac-Moody- und W-Algebren, WZNW-Modelle, Toda-Theorien), Quantisierung zweidimensionaler Eichfeldtheorien, Problemen mit äußeren Feldern (effektive Wirkung und Potentiale, Casimir-Effekt, Anomalien) und Monopolen, Instantonen und Sphaleronen in Eichfeldtheorien.
Wipf war von 2009 bis 2018 Sprecher des DFG-Graduiertenkollegs 1523 Quanten- und Gravitationsfelder in Jena.
Er ist Ko-Autor einer Lehrbuchreihe für Theoretische Physik.
Er organisierte von 1995 bis 2010 mit Jan Louis, Steffen Trimper (Universität Halle), Klaus Sibold und Klaus Kroy (Universität Leipzig) die Ringvorlesungsreihe an den mitteldeutschen Universitäten Halle, Leipzig und Jena Physik Combo, die jeweils an Wochenenden stattfand, nach einem entsprechenden Vorbild in der französischsprachigen Schweiz. Von 2005 bis 2011 war er Herausgeber der Annalen der Physik. Im Jahr 2013 organisierte er die DPG Frühjahrstagung in Jena und leitete von 2015  bis 2019 den DPG-Fachverband Theoretische und Mathematische Grundlagen der Physik.
Er ist seit 2022 Chefredakteur der Zeitschrift International Journal of Theoretical Physics bei Springer-Nature und seit 2015 Mit-Herausgeber von Graduate Texts in Physics bei Springer.
1996 bis 2016 organisierte er mit Arthur Hebecker, Olaf Lechtenfeld, Ivo Sachs und Stefan Theisen die Saalburg-Sommerschule Foundations and New Methods in Theoretical Physics.

## Schriften
- Statistical Approach to Quantum Field Theory, Lecture Notes Physics 864, Springer 2013, ISBN 978-3-642-33105-3.
- Statistical Approach to Quantum Field Theory, 2nd edition, Lecture Notes in Physics 992, Springer 2021, ISBN 978-3-030-83262-9.
- Symmetrien in der Physik. In: Gruppen- und Darstellungstheorie mit Anwendungen. Springer  2023, ISBN 978-3-662-66312-7.
- mit Matthias Bartelmann, Björn Feuerbacher, Timm Krüger, Dieter Lüst, Anton Rebhan: Theoretische Physik, Springer-Spektrum 2015 (mit mathematischen Beiträgen von  Florian Modler und Martin Kreh), ISBN 978-3-642-54618-1.
  - Auch in vier Einzelbänden (Band 1 Mechanik, Band 2 Elektrodynamik, Band 3 Quantenmechanik, Band 4 Thermodynamik und Statistik) 2018